# Hôtel de Sénecterre
L’hôtel de Sénecterre, dit aussi de la Ferté Saint-Nectaire, est un hôtel particulier situé à Paris en France.

## Localisation
Il est situé au 24 rue de l'Université et 17-19 rue de Verneuil, dans le 7e arrondissement de Paris. 

## Histoire
Ce bâtiment fait l’objet d’une inscription au titre des monuments historiques depuis le 19 novembre 1991.

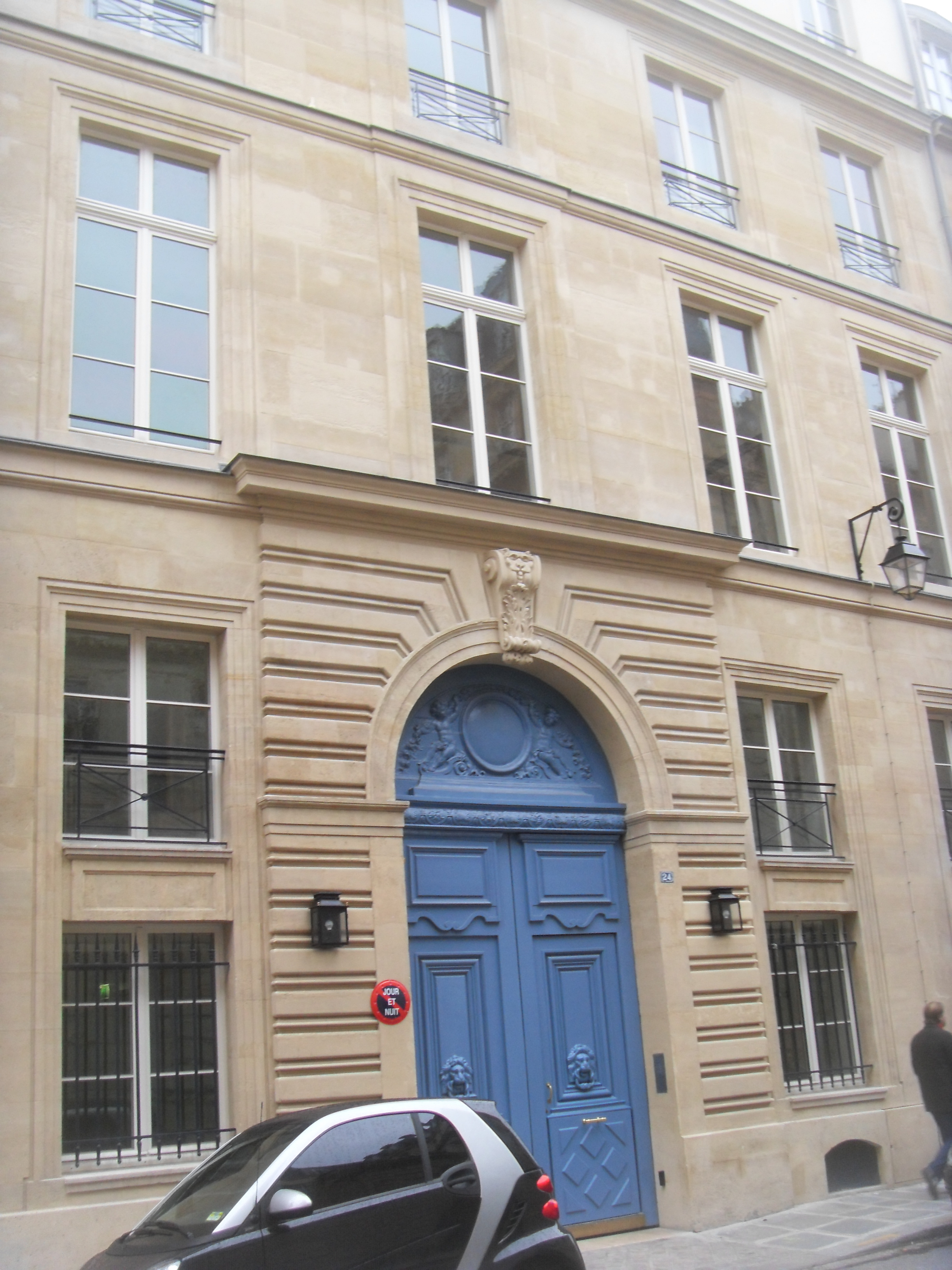